# 谢梅伊卡农村居民点
谢梅伊卡农村居民点（俄语：Семейское сельское поселение）是俄罗斯联邦沃罗涅日州波德戈连斯基区所属的一个农村居民点。其下辖有6个居民点，行政中心为谢梅伊卡。据2016年统计，该农村居民点的人口为396人。